# Rezerwat przyrody Bocheńskie Błoto
Rezerwat przyrody Bocheńskie Błoto – torfowiskowy rezerwat przyrody na obszarze gminy Rzeczenica w województwie pomorskim. Został utworzony w 1962 roku. Powierzchnia rezerwatu wynosi 15,73 ha (akt powołujący podawał 15,86 ha), natomiast powierzchnia jego otuliny – 47,26 ha. Rezerwat obejmuje typową roślinność bagienną i otaczające je lasy. Ochronie rezerwatu podlega całkowicie zarastające jezioro i otaczające je bagna torfowiska przejściowego. Znajdują się tu stanowiska roślin chronionych: borówka bagienna, rosiczka okrągłolistna, żurawina błotna i bażyna czarna. Obszar rezerwatu stanowi również lęgowisko rzadkich gatunków ptaków: bociana czarnego, żurawia, kormorana i czapli siwej.
Najbliższe miejscowości to Międzybórz i Sporysz.